# Paolo Sorrentino
Paolo Sorrentino (Nápoly, 1970. május 31. –) BAFTA-díjas olasz filmrendező, forgatókönyvíró.

## Munkássága
Első filmjében forgatókönyvíróként működött közre, a Polvere di Napoli című filmet 1998-ban mutatták be. Karrierjét rövidfilmekkel kezdte, többek között az 1998-as L'amore non ha confini-vel, és a 2001-es La notte lunga-val. Első nagyjátékfilmje a L'uomo in più (One Man Up) volt, amellyel Nastro D'Argento díjat nyert.
Nemzetközi ismertséget a 2004-ben bemutatott A szerelem következményei-vel szerzett magának. A film amely egy svájci hotelszoba magányos bérlőjéről szól, 2004-ben cannes-i Arany Pálma jelölést kapott, valamint megkapta az olasz filmakadémia (David di Donatello-díj) legjobb filmjének és legjobb rendezőnek járó díját is.
A nagy szépség (2013) c. filmje elnyerte a legjobb idegen nyelvű filmnek járó Oscar-díjat.
Ifjúság című filmje 2015-ben elnyerte az Európai Filmakadémia által odaítélt Európai Filmdíjat.
A filmeken kívül 2016-ban megalkotta a The Young Pope című sorozat első évadát, amely nagy sikert aratott mind a nézők, mind pedig a kritikusok körében. Ezt a sorozatot Magyarországon az HBO tűzte műsorra.

## Filmográfia

### Nagyjátékfilmek
| Év   | Magyar cím                 | Eredeti cím               | Feladatkör | Feladatkör | Megjegyzések              |
| Év   | Magyar cím                 | Eredeti cím               | Rendező    | Író        | Megjegyzések              |
| ---- | -------------------------- | ------------------------- | ---------- | ---------- | ------------------------- |
| 1998 |                            | Polvere di Napoli         | Nem        | Igen       |                           |
| 2001 | A felesleges ember         | L'uomo in più             | Igen       | Igen       |                           |
| 2004 | A szerelem következményei  | Le conseguenze dell'amore | Igen       | Igen       |                           |
| 2006 | A család barátja           | L'amico di famiglia       | Igen       | Igen       |                           |
| 2006 |                            | Il Caimano                | Nem        | Nem        | színész (Aida férje)      |
| 2008 | Il Divo – A megfoghatatlan | Il Divo                   | Igen       | Igen       |                           |
| 2009 | Szívügy                    | Questione di cuore        | Nem        | Nem        | színész (Alberto barátja) |
| 2011 | Helyben vagyunk            | This Must Be the Place    | Igen       | Igen       |                           |
| 2013 | A nagy szépség             | La grande bellezza        | Igen       | Igen       |                           |
| 2014 | Rio, szeretlek!            | Rio, I Love You           | Igen       | Igen       | La Fortuna szegmens       |
| 2015 | Ifjúság                    | Youth                     | Igen       | Igen       |                           |
| 2018 | Silvio és a többiek        | Loro                      | Igen       | Igen       |                           |
| 2021 | Isten keze                 | È stata la mano di Dio    | Igen       | Igen       | filmproducer              |
| 2024 | Parthenopé – Nápoly szépe  | Parthenope                | Igen       | Igen       | filmproducer              |

### Televízió
| Év        | Magyar cím                 | Eredeti cím               | Feladatkör | Feladatkör | Feladatkör      | Megjegyzések                      |
| Év        | Magyar cím                 | Eredeti cím               | Rendező    | Író        | Vezető producer | Megjegyzések                      |
| --------- | -------------------------- | ------------------------- | ---------- | ---------- | --------------- | --------------------------------- |
| 2000      |                            | La squadra                | Nem        | Igen       | Nem             | két epizód                        |
| 2004      | Szombat, vasárnap és hétfő | Sabato, domenica e lunedì | Igen       | Nem        | Nem             | tévéfilm                          |
| 2010      |                            | Boris                     | Nem        | Nem        | Nem             | - színész (önmaga) - 1 epizód     |
| 2014      |                            | Le voci di dentro         | Igen       | Nem        | Nem             | tévéfilm                          |
| 2016      | Az ifjú pápa               | The Young Pope            | Igen       | Igen       | Igen            | - 10 epizód - sorozat megalkotója |
| 2018–2020 | Briliáns barátnőm          | L'amica geniale           | Nem        | Nem        | Igen            | 17 epizód                         |
| 2019      | Az új pápa                 | The New Pope              | Igen       | Igen       | Igen            | - 9 epizód - sorozat megalkotója  |

## Díjai
- Legjobb forgatókönyv – A szerelem következményei (David di Donatello-díj, 2005)
- Legjobb rendező – A szerelem következményei (David di Donatello-díj, 2005)
- Legjobb rendező – A nagy szépség (David di Donatello-díj, 2014)
- Legjobb rendező – A nagy szépség (Európai filmakadémia díja, 2013)
- Legjobb idegen nyelvű film – A nagy szépség (Oscar-díj, 2014)
- Legjobb rendező – Ifjúság (Európai filmakadémia díja, 2015)